# Book Space
Book Space — міжнародний книжковий фестиваль. Проводиться у місті Дніпро з 2018 року в рамках програми «Культурна столиця». Перша масштабна та регулярна книжкова подія на Сході України. Організатори фестивалю змінювали місце його проведення: вперше за локацію було обрано площу імені Героїв Майдану, вдруге захід перемістився на Фестивальний причал.
У межах фестивалю проводиться конкурс на підтримку видавців та авторів — «Книжка майбутнього». Головною умовою участі є поєднання у виданнях цифрових та паперових технологій.
Однією з відмітних рис фестивалю є проведення не лише літературних, а й музичних заходів. У 2019 році 22 червня у програмі був виступ харківської ска-панк групи «Жадан і Собаки» із новим матеріалом.

## Хронологія фестивалю

### 2018: Трансформації
- Дата: 28-30 вересня

- Фокусна тема: Трансформації

Упродовж 1-го року фестивалю було проведено 10 програм та понад 120 подій. Гостями фестивалю були: Сергій Плохій (США), Мартин Шойбле (Німеччина), Андре Рош (Франція), Яцек Денель (Польща), Ґленн Рінґтвед (Данія), Ульрике Альмут Зандіг (Німеччина),Оксана Забужко (Україна), Ірена Карпа (Україна), Ірен Роздобудько (Україна), Юрій Макаров (Україна), Мар'яна Савка (Україна), Руслан Горовий (Україна), Марія Галіна (Україна/Росія), Аркадій Штипель (Україна/Росія), Григорій Семенчук (Україна), Галина Крук (Україна), Світлана Поваляєва (Україна) та інші (загалом понад 70 осіб). [Архівовано 27 лютого 2020 у Wayback Machine.]
В межах фестивалю було проведено такі програми: центральна програма фестивалю під назвою «Трансформації»; дитяча програма; поетична програма; історична програма; бізнес-програма;музична програма.
Кожний день фестивалю закінчувався музичним виступом. 28 травня відбувся виступ гурту «DZ'OB». 29 травня виступали поетичний гурт «Landschaft» (Григорій Семенчук та Ульріке Альмут Зандіг) та «Qarpa». У вечір закриття фестивалю виступали джазовий проект «В саду» (Мар'яна Савка).

### 2019: Нові форми життя
- Дата: 21-23 червня

- Фокусна тема: Нові форми життя

Усього на 2-й Book Space приїхали 125 вітчизняних та іноземних авторів. Серед учасників: Юрій Андрухович, Оксана Забужко, Сергій Жадан, Ірена Карпа, Ян Валєтов, Олена Рижко, Сашко Лірник, Ігор Пошивайло, Маргарита Сурженко, Ігор Родіонов, Ольга Балашова, Діана Клочко, Ростислав Лужецький, Олександр Давлєтов, Олександр Круглов, Ірина Павленко, Валентин Рибалка, Марина Стрільчук, Денис Шаталов, Віктор Крупка, Поліна Кулакова, Сергій Рибницький, Влад Сорд, Маргарита Сурженко, Ксенія Циганчук, Мар'яна Савка, Дмитро Кулеба, Девід Патрикаракос, Оксана Гудошник, Андрій Кокотюха, Олександр Терещенко, Брати Капранови, Марк Лівін та інші.  [Архівовано 27 лютого 2020 у Wayback Machine.]
Відтак було організовано програми: центральна «Нові форми життя», спецпрограма «Книжки майбутнього», програма авторських читань «Майбутні книжки», дитяча програма, видавнича програма, музична програма, ветеранська програма.
Вхід на фестиваль був вільним.
Вперше провівся літературний конкурс «Книжка майбутнього». Нагородження відбулося в останній день фестивалю — 23 червня.

### 2020: Майбутнє: (анти)утопії
- Дата: 29-31 травня

- Фокусна тема: Майбутнє: (анти)утопії